# Lawang Agung (Air Periukan)
Lawang Agung is een bestuurslaag in het regentschap Seluma van de provincie Bengkulu, Indonesië. Lawang Agung telt 1096 inwoners (volkstelling 2010).